# Trận Grebbeberg
Trận Grebbeberg (tiếng Hà Lan: Slag om de Grebbeberg) là một cuộc chiến lớn diễn ra trong phạm vi trận Hà Lan, một phần của chiến dịch tấn công Tây Âu năm 1940 của Đức Quốc xã trong chiến tranh thế giới thứ hai.